# De Mysteriis Dom Sathanas
De Mysteriis Dom Sathanas is het eerste studioalbum van de Noorse blackmetalband Mayhem. "De Mysteriis Dom Sathanas" betekent letterlijk "Over de mysteriën van Heer Satan", maar Euronymous dacht dat het zoveel betekende als "De geheime rituelen van de Heer Satan". Het album steekt in de band z'n discografie uit omdat Mysteriis het enige studioalbum van Mayhem is met materiaal geschreven door Per Yngve "Dead" Ohlin en het laatste album met gitaarpartijen van Øystein "Euronymous" Aarseth.
Attila Csihar uit de Hongarije blackmetalband Tormentor verzorgde de vocals, die op veel kritiek stuitten door zijn aparte raspende stijl die als a-typisch wordt beschouwd in de black metal. Voor de rest bestond de bezetting uit bandleider Øystein "Euronymous" Aarseth als gitarist, Jan Axel "Hellhammer" Blomberg als drummer, Snorre W. Ruch als tweede gitarist, en Varg "Count Grishnackh" Vikernes als sessie-bassist.
Het album werd vooral bekend door de gebeurtenissen die zich rondom en tijdens het opnemen van het album afspeelden. Vooral de vele kerkbranden en grafschendingen in Noorwegen kwamen geregeld in het nieuws, het was echter de moord op bandleider Euronymous door sessie-bassist Vikernes, kort na het voltooien van Mysteriis, die het wereldwijde nieuws haalde. Euronymous' moeder eiste daarop dat alles van Vikernes van het album verwijderd zou worden. Hellhammer, het enige overgebleven lid van Mayhem, had echter geen idee hoe hij dat moest doen. Zodoende zijn de baslijnen nog steeds van Vikernes.

## Nummers
1. Funeral Fog - 5:47
2. Freezing Moon - 6:23
3. Cursed in Eternity - 5:10
4. Pagan Fears - 6:21
5. Life Eternal - 6:57
6. From the Dark Past - 5:27
7. Buried by Time and Dust - 3:34
8. De Mysteriis Dom Sathanas - 6:22

## Bandleden
- Dead (Per Yngve Ohlin) - Songteksten
- Attila Csihar - Vocals
- Euronymous (Øystein Aarseth) - Gitaar
- Blackthorn (Snorre W. Ruch) - Gitaar
- Count Grishnackh (Varg Vikernes) - Basgitaar
- Hellhammer (Jan Axel Blomberg) - Drums